# Peloropeodes tsacasi
Peloropeodes tsacasi är en tvåvingeart som beskrevs av Grichanov 2000. Peloropeodes tsacasi ingår i släktet Peloropeodes och familjen styltflugor. Inga underarter finns listade i Catalogue of Life.